# Falconina
Falconina là một chi nhện trong họ Corinnidae.

## Các loài
- Falconina albomaculosa (Schmidt, 1971)
- Falconina crassipalpis (Chickering, 1937)
- Falconina gracilis (Keyserling, 1891)
- Falconina melloi (Schenkel, 1953)